# Davide Rizio
Davide Rizio è un'opera lirica scritta dal compositore sassarese Luigi Canepa nel 1872.
Si tratta della sua prima opera; l'autore del libretto è Enrico Costa, concittadino e cugino di Canepa. Il dramma lirico in tre atti, ispirato alla vita di Davide Rizzio e Maria Stuarda, venne rappresentato per la prima volta al Teatro Carcano nel novembre dell'anno successivo e poi acquistato dalla casa editrice Lucca, che la portò in scena in molte città italiane e a Barcellona.